# Шарофутдинов, Комил
Комил Шарофутдинов (узб. Komil Sharofutdinov; род. 3 июня 1993 года; Самарканд) — узбекский футболист, полузащитник.
Воспитанник футбольной школы самаркандского «Динамо» в составе которого дебютировал на профессиональном уровне в 2013 году. В своём дебютном сезоне за основную команду, Шарофутдинов сыграл в двадцати матчах и забил три гола, на следующий год сыграл 22 матча и забил один гол. Завершил карьеру в составе «Динамо» в 2024 году.